# Мадлен Савойская
Мадлен Савойская (фр. Madeleine de Savoie; ок. 1510 — 1586) — дочь Рене Савойского, графа де Виллара, и Анны Ласкарис, графини Тенде. В замужестве герцогиня де Монморанси (1526—1567), первая придворная дама (1570—1574) Елизаветы Австрийской.

## Биография

### Происхождение
Мадлен Савойская родилась около 1510 года, в семье Рене Савойского, известного как «Великий бастард Савойи» и его жены Анны Ласкарис. Её отец был единокровным братом герцога Карла III Савойского и Филиппа, герцога Немурского. Большую часть юности она провела со своей тёткой Луизой Савойской, матерью короля Франции Франциска I.

### Брак
10 января 1526 Мадлен вышла замуж за будущего коннетабля Франции — Анна де Монморанси. Церемония проходила в Сен-Жермен-ан-Ле, в ходе которой мать короля назвала Анна де Монморанси своим племянником.
В 1538 году Анн был назначен коннетаблем Франции, а во время правления Генриха II, 14 мая 1551 года супружеская пара была пожалована герцогским титулом.
В 1557 году, командуя французскими войсками против испанцев, муж Мадлен потерпел поражение, был ранен и взят в плен во время битвы при Сен-Кантене; через два года был освобождён по условиям Като-Камбрезийского мируа.
При короле Карле IX Монморанси стал одним из видных вождей крайней католической партии и образовал с герцогом Франсуа де Гизом и маршалом Сент-Андре триумвират, руководивший делами при малолетнем короле. В 1562 году он вместе с Гизом одержал победу над гугенотами в сражении при Дрё.
10 ноября 1567 года коннетабль Франции был смертельно ранен в битве при Сен-Дени и через два дня умер в Париже.
Уже во вдовстве, в 1570 году Мадлен Савойская была назначена «первой придворной дамой» королевы Франции Елизаветы Австрийской, супруги Карла IX. Состоя в придворном штате королевы, вдовствующая герцогиня де Монморанси пользовалась большим уважением при французском дворе.

### Смерть
Мадлен Савойская умерла в 1586 году. Она была похоронена вместе с мужем в коллегиальной церкви Сен-Мартен в Монморанси.

## Дети
- Элеонора де Монморанси (ок. 1528—1556) замужем за Франсуа III де Ла Тур д’Овернь; мать маршала де Бульона.
- Жанна де Монморанси (1528—1596), замужем за Луи III де Ла Тремуй, герцогом де Туар; мать Клода де Ла Тремуй;
- Анна де Монморанси (1529—1588), аббатиса монастыря Троицы в Кане
- Франсуа де Монморанси (1530—1579), 2-й герцог де Монморанси;
- Екатерина (Катрин) де Монморанси (1532—?), замужем за Франсуа III де Леви-Вантадуром;
- Анри де Монморанси (1534—1614), 3-й герцог де Монморанси;
- Луиза де Монморанси (1535—?);
- Шарль де Монморанси (1537—1612), сеньор де Мерю, затем герцог де Дамвиль, пэр Франции, генерал-полковник швейцарской гвардии, aдмирал Франции ;
- Мадлен де Монморанси (1537—1598), аббатиса монастыря Троицы в Кане после своей сестры Анны
- Габриель де Монморанси (1541—1562);
- Гийом де Монморанси (1544—1593), сеньор де Торе, в 1572-74 генерал-полковник легкой кавалерии;
- Мария де Монморанси (1546—?), замужем за Анри де Фуа-Кандалем